# Bâtiment du Chat blanc à Pirot
Le bâtiment du Chat blanc à Pirot (en serbe cyrillique : Зграда Бела мачка у Пироту ; en serbe latin : Zgrada Bela mačka u Pirotu) se trouve à Pirot, dans le district de Pirot, en Serbie. Il est inscrit sur la liste des monuments culturels de grande importance de la république de Serbie (identifiant no SK 298),,.

## Présentation

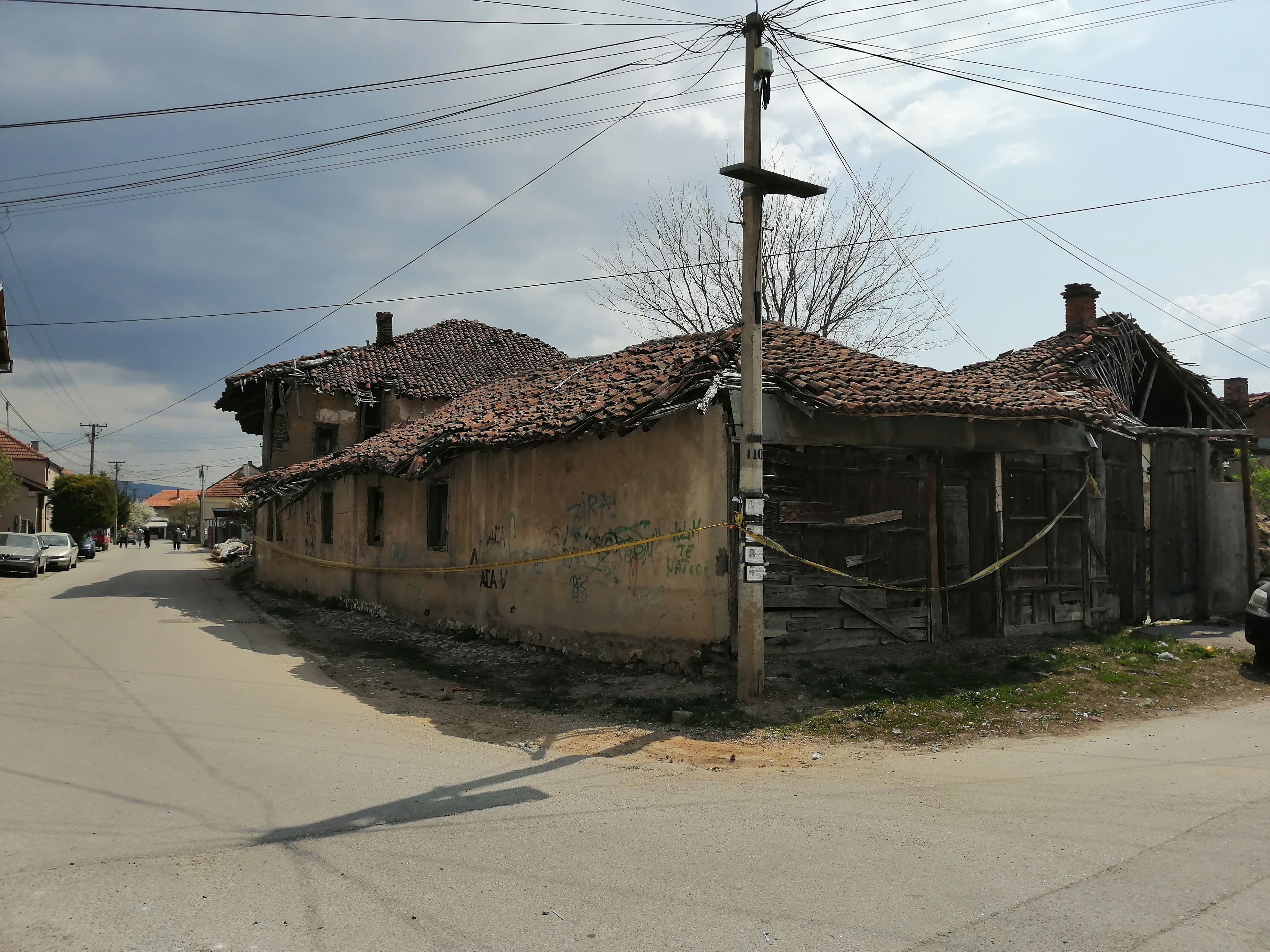
Vue du bâtiment en 2019.

Situé 9 rue Braće Taskovića (anciennement 28 rue Dušana Paskovića), le Chat blanc, en serbe : Bela mačka, est le nom de trois bâtiments, ainsi désignés d'après le surnom de Milorad Panajotović, l'ancêtre de leur propriétaire actuel, pour qui cet ensemble a été construit,,. Son origine pourrait remonter à deux bâtiments édifiés dans la cour en 1848 mais une date gravée sur une brique carrée sur le pavement d'une pièce indique l'année 1859,.
Le bâtiment sur rue est une maison représentative de type konak ; il est constitué d'un sous-sol en maçonnerie, d'un rez-de-chaussée et d'un étage ; à l'étage se trouve un doksat d'angle (sorte de véranda), aujourd'hui vitré, qui permettait d'accéder à la maison,.
Comme dans d'autres maisons de ville, les éléments en bois sont richement sculptés et traités,. L'une des particularités de la maison est une porte sculptée en relief, tandis que sur une autre porte il y avait la figure sculptée d'un ange avec des ailes. Comme dans toutes les maisons de l'époque, il y avait une « cachette », c'est-à-dire un coin secret, avec une petite iconostase réalisée par un maître de Debar.
Construite sous la domination ottomane pour un riche marchand serbe, on raconte que la maison servait de maison d'hôtes pour les beys qui passaient à Pirot, ce qui expliquerait son caractère représentatif,.
À cause de son état et des effondrements qui constituent un danger pour les passants, le bâtiment, autrefois considéré comme la maison la plus grande et la plus belle de Pirot, est menacé de démolition,.